# Gladiolus murielae
Espèce
Classification phylogénétique
Gladiolus murielae, le glaïeul d'Abyssinie, est une plante bulbeuse de la famille des Iridaceae.
Le bulbe de ce glaïeul est en fait un corme, organe de réserve qui se développe au-dessus du corme de l'année précédente.

## Description
Originaire d'Afrique du Sud, le glaïeul d'Abyssinie est une plante bulbeuse d'été dont le feuillage atteint 40 à 50 centimètres de hauteur. Lors de la floraison, elle mesure facilement 1 mètre. Son port et sa feuille rappellent ceux des autres glaïeuls ; ses fleurs sont grandes, ouvertes, d'un blanc pur à gorge tachée de pourpre.
La fleur est odorante de juin à août. Le parfum est très agréable.
Elle convient aux rocailles, aux bordures herbacées. On la place généralement au premier rang pour profiter de son délicat parfum.
Elle constitue, par ailleurs, une excellente fleur à couper.
Cette plante est rustique dans le Midi : on la plante à exposition très ensoleillée, en sol léger et on la protège dans les régions froides.

## Reproduction
- Multiplication par plantation des bulbes et des bulbilles ; plantation en avril-mai.

## Synonymes
- Acidanthera bicolor Hochst.
- Acidanthera bicolor var. murielae
- Acidanthera murielae Hoog
- Gladiolus callianthus Marais
- Gladiolus callianthus var. murielae